# 포산시
포산(중국어: 佛山, 병음: Fóshān)은 중화인민공화국의 광둥성 중부 주강 삼각주에 위치한 지급시로, 성도인 광저우시에서 남서쪽으로 20 km 떨어진 곳에 위치한다. 관할 면적은 약 3,840 km2, 인구는 약 354만(2005)이다.

## 역사
고대는 백월 여러 민족의 거주지였으며, 포산이 중원의 지배를 받게 된 것은 전한 무제에 의해 남월이 멸망하면서 군국제가 시행된 다음부터이다. 진나라 대에는 《계화》라고 불렸고, 당나라 때인 628년에 시내의 탑파강에서 3개의 동 불상이 발굴되어 근처에 《탑파사》가 지어지면서 불산으로 개명되었다. 부근에서는 불교의 중심지라고 하여 선성(禪城)으로 불리기도 하였다.
명나라 1449년(정통 14년), 양광 등의 향신에 의해 《충의영》(忠義營)이라는 무장세력이 조직 되어 황소 등에 의한 농민 봉기를 진압하자, 명조는 양광을 〈충의관〉이라고 하는 칭호를 주어 불산 일대를 〈충의향〉이라고 칭하게 되었다. 그즈음 불산은 요업이 융성해졌으며, 장시성 징더전, 후베이성 한커우(무한시), 허난성 주선진과 함께 중국 4 대 명진에 손꼽힌다.
청나라 1732년(옹정 10년), 영남 지방의 행정 개편을 통해 불산에는 불산직례청이 설치되어 광주부의 관할이 되었다. 신해혁명에 의해 성립된 중화민국에서는 난하이 현의 관할 하로 배속되었다.
중화인민공화국 성립 후인 1949년 10월 29일, 난하이 현에서 포산 전구가 독립 행정구분으로서 성립되었고, 1975년에는 광둥성 직할시의 포산 시가 성립되었다. 1983년 6월에 난하이 현, 순더 현, 싼수이 현, 가오밍 현, 중산 현의 5현의 관할했고 동년 12월, 중산 현은 중산 시로서 분할되었다. 2002년에 하부 행정구역으로서 찬청 구, 난하이 구, 순더 구, 싼수이 구, 가오밍 구의 5구가 설치되어 현재에 이르고 있다.

## 지리
주강 삼각주 서북쪽에 위치하며, 전체 지형은 평탄하고, 서강, 주강을 시작으로 하는 하천이 그물처럼 흐르고 있다. 이 때문에, 토지는 비옥하고, 해양성 몬순 기후에 속하기 때문에, 연평균 강수량이 2,100mm로 풍부하여, 농업에 적절한 기후이다.
연평균 기온은 22.9 °C으로 대체로 온난하다. 광둥어 남번순 방언(난하이어, 순더어 등)의 사용 지역에 있다.
| 포산시 난하이구의 기후                                        | 포산시 난하이구의 기후 | 포산시 난하이구의 기후 | 포산시 난하이구의 기후 | 포산시 난하이구의 기후 | 포산시 난하이구의 기후 | 포산시 난하이구의 기후 | 포산시 난하이구의 기후 | 포산시 난하이구의 기후 | 포산시 난하이구의 기후 | 포산시 난하이구의 기후 | 포산시 난하이구의 기후 | 포산시 난하이구의 기후 | 포산시 난하이구의 기후 |
| 월                                                            | 1월                    | 2월                    | 3월                    | 4월                    | 5월                    | 6월                    | 7월                    | 8월                    | 9월                    | 10월                   | 11월                   | 12월                   | 연간                   |
| ------------------------------------------------------------- | ---------------------- | ---------------------- | ---------------------- | ---------------------- | ---------------------- | ---------------------- | ---------------------- | ---------------------- | ---------------------- | ---------------------- | ---------------------- | ---------------------- | ---------------------- |
| 역대 최고 기온 °C (°F)                                        | 26.7 (80.1)            | 27.1 (80.8)            | 30.7 (87.3)            | 32.7 (90.9)            | 35.6 (96.1)            | 37.1 (98.8)            | 38.5 (101.3)           | 38.5 (101.3)           | 37.8 (100.0)           | 34.2 (93.6)            | 30.6 (87.1)            | 28.8 (83.8)            | 38.5 (101.3)           |
| 일평균 최고 기온 °C (°F)                                      | 18.3 (64.9)            | 19.7 (67.5)            | 22.3 (72.1)            | 26.7 (80.1)            | 30.5 (86.9)            | 32.4 (90.3)            | 33.7 (92.7)            | 33.6 (92.5)            | 32.2 (90.0)            | 29.4 (84.9)            | 25.2 (77.4)            | 20.4 (68.7)            | 27.0 (80.7)            |
| 일일 평균 기온 °C (°F)                                        | 14.0 (57.2)            | 15.7 (60.3)            | 18.6 (65.5)            | 23.0 (73.4)            | 26.6 (79.9)            | 28.6 (83.5)            | 29.5 (85.1)            | 29.4 (84.9)            | 28.1 (82.6)            | 25.1 (77.2)            | 20.7 (69.3)            | 15.8 (60.4)            | 22.9 (73.3)            |
| 일평균 최저 기온 °C (°F)                                      | 11.1 (52.0)            | 12.9 (55.2)            | 15.9 (60.6)            | 20.3 (68.5)            | 23.7 (74.7)            | 25.8 (78.4)            | 26.5 (79.7)            | 26.3 (79.3)            | 25.0 (77.0)            | 21.9 (71.4)            | 17.4 (63.3)            | 12.6 (54.7)            | 20.0 (67.9)            |
| 역대 최저 기온 °C (°F)                                        | 2.0 (35.6)             | 2.3 (36.1)             | 3.4 (38.1)             | 10.5 (50.9)            | 14.9 (58.8)            | 18.7 (65.7)            | 22.8 (73.0)            | 23.3 (73.9)            | 19.6 (67.3)            | 10.7 (51.3)            | 4.4 (39.9)             | 3.1 (37.6)             | 2.0 (35.6)             |
| 평균 강수량 mm (인치)                                         | 53.1 (2.09)            | 54.4 (2.14)            | 95.8 (3.77)            | 161.5 (6.36)           | 260.9 (10.27)          | 308.1 (12.13)          | 226.6 (8.92)           | 266.3 (10.48)          | 211.1 (8.31)           | 78.7 (3.10)            | 42.2 (1.66)            | 35.2 (1.39)            | 1,793.9 (70.62)        |
| 평균 강수일수 (≥ 0.1 mm)                                      | 7.2                    | 9.3                    | 13.8                   | 14.6                   | 17.2                   | 18.5                   | 16.5                   | 15.8                   | 12.3                   | 5.3                    | 5.7                    | 5.7                    | 141.9                  |
| 평균 상대 습도 (%)                                            | 71                     | 76                     | 79                     | 80                     | 79                     | 80                     | 77                     | 77                     | 74                     | 67                     | 67                     | 65                     | 74                     |
| 평균 월간 일조시간                                            | 104.3                  | 75.1                   | 61.8                   | 73.2                   | 112.5                  | 132.6                  | 178.8                  | 167.5                  | 157.0                  | 170.5                  | 150.8                  | 140.4                  | 1,524.5                |
| 가능 일조율                                                   | 31                     | 23                     | 17                     | 19                     | 27                     | 33                     | 43                     | 42                     | 43                     | 48                     | 46                     | 42                     | 35                     |
| 출처: 중국기상국 (평년값: 1991년~2020년, 극값: 1981년~2010년) |                        |                        |                        |                        |                        |                        |                        |                        |                        |                        |                        |                        |                        |

## 행정 구역

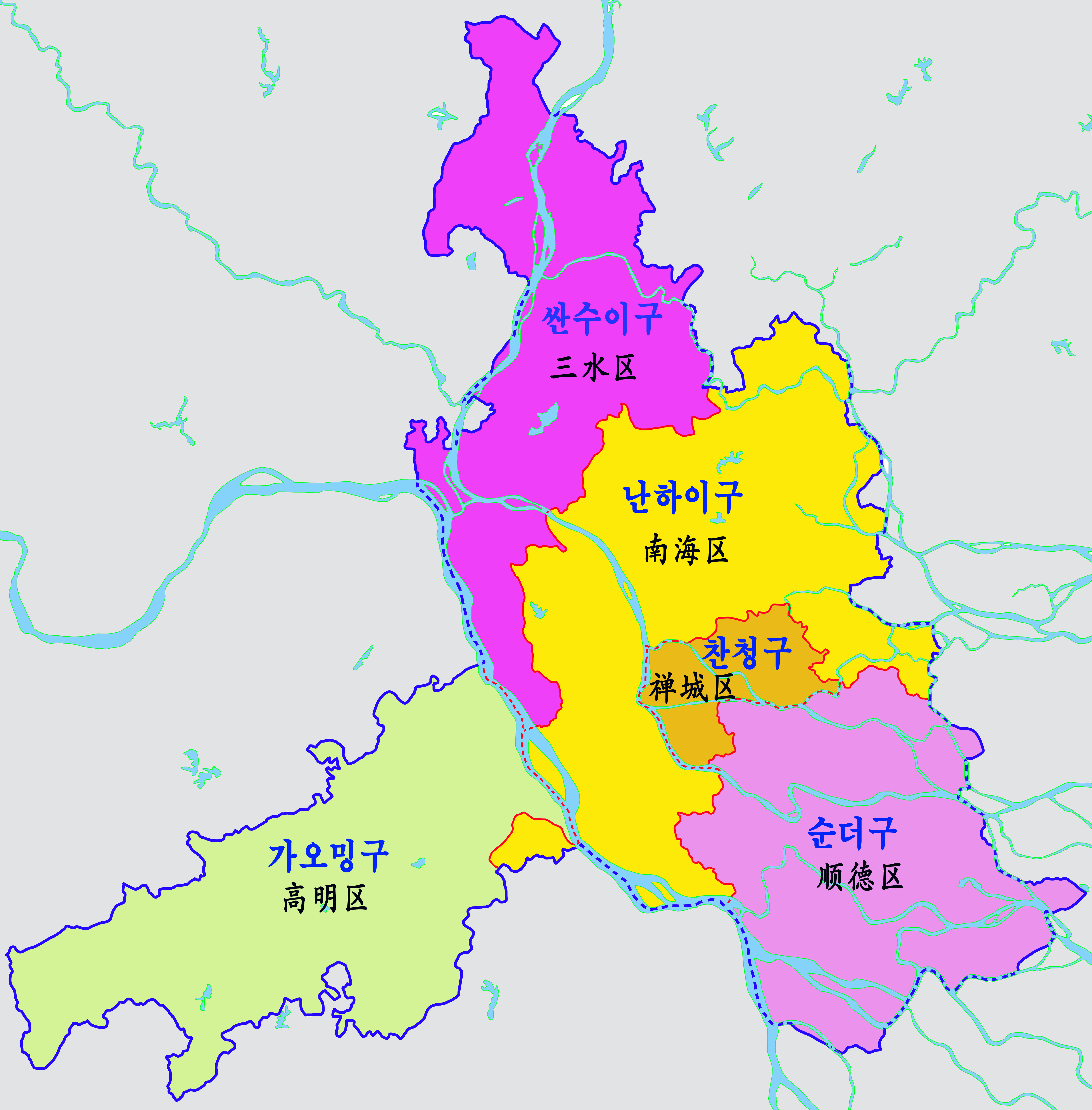
포산시 현급 행정구역

5개의 시할구를 관할하고 있다.
시할구
- 찬청 구 (禅城区)
- 난하이 구 (南海区)
- 싼수이 구 (三水区)
- 가오밍 구 (高明区)
- 순더 구 (顺德区)

## 교통

### 항공

#### 포산 사디 공항
1987년 1월 22일 광둥 성의 중국 공군 기지가 되면서, 포샨 공항은 민군 모두 사용하는 국내선 공항으로 이용되었다. 2002년 11월 2일 군이 국내선 기능을 정지시킴으로써 군용으로만 이용되게 되었다. 2005년 중국 공군이 재정비되자, 상하이 항공이 부분적으로 사들여 국내선 공항의 기능을 재개하였다. 현재 이곳은 국내 10개의 지역을 연결하는 국내선 공항의 역할을 하게 될 것으로 기대되고 있다.

### 철도

#### 포샨 역
포산 역은 광주, 홍콩, 광동 성의 서쪽 지방을 연결하는 교통편의 주요 교차 지점이 된다. 까우룽 직행 열차(KCRC MTR)을 통해 홍콩과 직통으로 포샨 역에 연결되어 있다. 도시 간 철도는 1990년대 이후로 지속적으로 확대되고 있다.

### 지하철
2010년 11월 3일에는 포산 지하철이 개업했다.

### 버스
버스는 포산 시내를 이동하는데 주요 교통 수단 중의 하나이다.

### 자동차
포산의 자동차 번호판은 광둥을 나타내는 粤-로 시작한다.
- 粤Y는 난하이 구(南海區)
- 粤X는 순더 구 (順德區)
- 粤E는 가오밍 구 (高明區), 삼수 구 (三水區), 선성 구(禪城區)

## 경제

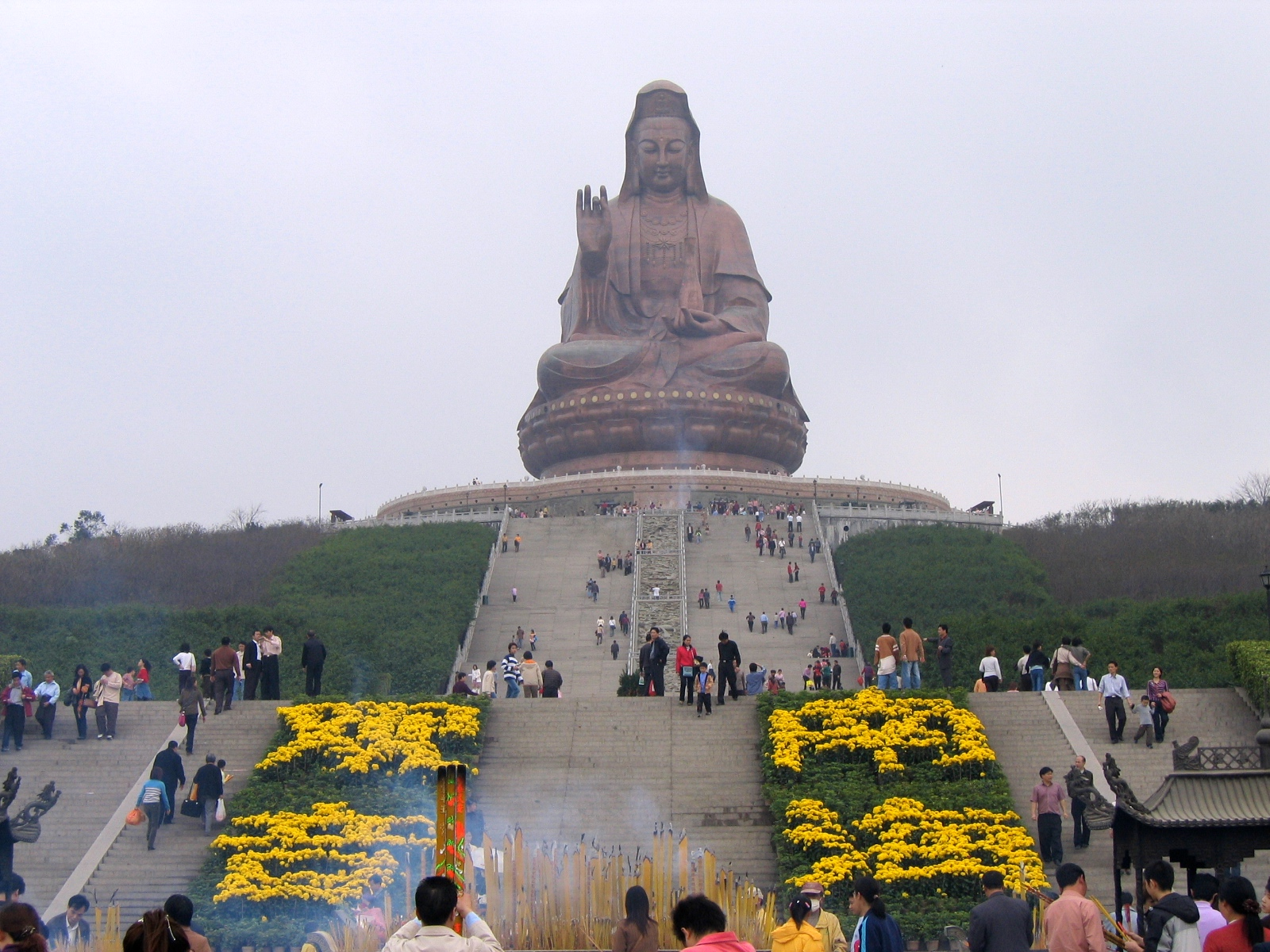
서초산의 관음상

### 농업
순더 구와 같이 성 단위 《농업 시범 지구》(Agricultural Model Districts, AMD)가 있다. 선더 구의 첸춘 AMD나 다일리 타운, 사터우, 로춘 등에도 AMD가 있다. 이곳은 현대적인 농업을 위한 전적인 환경을 제공하는데 목적을 두고 있다.
개혁개방 정책이 실시되면서 홍콩이나 마카오에 인접한 입지 조건으로, 포샨은 주장 삼각주 지대의 중심적인 공업도시로서 발전했다. 1978년부터 2004년까지 경제 규모는 50배로 증가하였으며, 연간 경제성장은 16.6%에 달하고 있다.
개혁 개방의 초기에 외자를 도입한 것이어, 현재는 중국에 있어서 중요한 수출 무역 공업의 거점으로서 가전, 의류, 운동화, 도자기 및 그 외의 건축재료, 금속재료의 가공과 생산, 설비 제조, 전자 정보, 식품·음료, 플라스틱 제품, 석유화학제품과 의약품, 가구 등이 제조되고 있다. 광저우시를 중심으로 하는 광포 경제권의 중심지로서의 지위를 획득하고 있다.

### 관광
- 황비홍 기념관
- 엽문당
- 조묘 (祖廟) - 도교
- 서초산 (西樵山)

## 유명 인물
- 황비홍 - 홍가권의 일대종사로 전설적인 무예가이자 의사, 항일독립운동가
- 엽문 - 이소룡의 스승이자 홍콩 영춘권계의 대부
- 캉유웨이 - 청나라 말기의 정치 개혁가로 변법자강운동의 주도자였다.
- 이소룡의 조상의 고향이 포산 시 순더 구에 있다.